# Прато (провинция)
Прато (итал. Provincia di Prato) — провинция в Италии, в регионе Тоскана. Сформирована из части провинции Флоренции в 1992 году.
Площадь провинции 365 квадратных километров (141 кв. миль), численность населения около 258 164 человек (31-05-2019). В провинции есть семь муниципалитетов.

## Известные жители
Место рождения футболиста Паоло Росси.
Место рождения и нынешняя резиденция олимпийского гимнаста Юрия Кеки.
Место жительства актера и комика Роберто Бениньи.
Место рождения велосипедиста Фиоренцо Магни.